# Euxoa fumosoides
Euxoa fumosoides är en fjärilsart som beskrevs av Culot. Euxoa fumosoides ingår i släktet Euxoa och familjen nattflyn. Inga underarter finns listade i Catalogue of Life.